# مشروع التقاء الدرجات

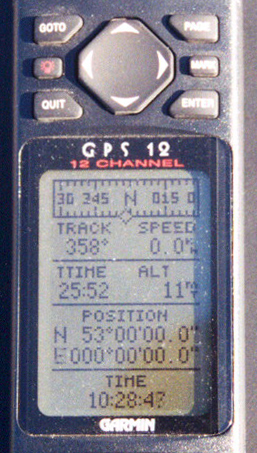
وحدة GPS عند التقاء 53N 0 ، في لينكولنشاير ، إنجلترا

مشروع التقاء الدرجات هو مشروع تطوعي قائم على شبكة الويب العالمية، ويهدف هذا المشروع إلى جعل الأشخاص يزورون كل تقاطعات خطوط الطول والعرض على الأرض، ونشر الصور وسرد كل زيارة عبر الإنترنت. ويصف المشروع بأنه «عينات مرتبة من العالم».

## متطلبات
يستخدم الموقع الدقيق لكل نقطة التقاء المسند الأفقي دبليو جي اس 84 ، ويستفاد الزائرون من درجة التقاء دائمة تقريباً من مستقبلات جي ان اس اس. ومن أجل زيارة ناجحة ،يجب على الزائر الوصول إلى مسافة 100 متر من نقطة التقاء، ونشر قصة والعديد من صور على موقع المشروع. قد تكتب الزيارة أو محاولة الزيارة التي لا تتوافق مع هذه القواعد مسجلة على موقع الويب بأنها زيارة غير مكتملة . يشجع المشروع زيارات إلى نقاط التقاء الدرجة التي تمت زيارتها سابقًا، وقد تمت زيارة العديد من نقاط التقاء - خاصة في المناطق غير النائية من الدول المتقدمة - عدة مرات.
العدد الإجمالي لاتقاء درجة هو 64442 ،  منها 21,543 على اليابسة، و 38409 على الماء، و 4490 في القمم الجليدية في (القطب الجنوبي والقطب الشمالي).  ويصنف مشروع التقاء الدرجات العلمية على أنه مشروع أساسي أو ثانوي . التقاء أساسي فقط إذا كان على الأرض أو على مرأى من الأرض، بالإضافة إلى ذلك، عند خطوط العرض التي تزيد عن 48 درجة، يتم تحديد بعض النقاط بشكل أساسي فقط لأن الالتقاء يتجمع بالقرب من القطبين . يمكن زيارة كل من التقاء الأولي والثانوي وتسجيله.
بالإضافة إلى ذلك، يمكن أيضا الإبلاغ عن زيارات بعض المواقع الجغرافية الخاصة (زيارات خاصة) - على سبيل المثال
- وسط عالم النصب ( 0°, 78°27'08"ث )
- مراكز القارات
- مرصد غرينتش الملكي

## تاريخ
بدأ المشروع من قبل أليكس جاريت في فبراير 1996 لأنه «أعجب بفكرة زيارة موقع يمثله رقم دائري مثل 43 ° 00'00" N 72 ° 00'00 "W. فماذا سيكون هناك؟ هل كان الناس الآخرون سيتعرفون على هذا باعتباره مكانًا فريداً؟» 
اعتبارًا من أغسطس 2018 ، تمت زيارة 6513 (39.84٪) من 16,348 نقاط التقاء الأولية، تغطية 189 دولة وإقليم.

## معالم
- تم نشر زيارة التقاء الدرجة الأولى على الموقع الإلكتروني: 43 شمالاً 72 غربًا في نيو هامبشاير، الولايات المتحدة الأمريكية عن طريق اليكس جاريت (مؤسس المشروع) وبيتر كلاين في 20 فبراير 1996. (لاحظ أنه تم نشر بعض زيارات التقاء الدرجات التي تسبق هذه الزيارة منذ ذلك الحين على موقع الويب الخاص بالمشروع. )
- أعلى نقطة التقاء: 33شمالاً 80شرقاً في كوبا، والتبت والصين في 19143 قدم (5835 م) ، زارها لأول مرة جريج مايكلز وروبرت ويتفيلد في 29 مايو 2005.
- أدنى نقطة التقاء:30 شمالاً 27شرقاً في مطروح، مصر في -255 قدم (−78 م) ، زارها ديف موريسون وستيف برايس وتوني كارلايل لأول مرة في 4 ديسمبر 2004.